# Països enllà del Mosa
Els Països enllà del Mosa o Overmaas (neerlandès) o Pays d'Outre-Meuse (francès) és el nom d'uns territoris que fins al 1795 pertanyien al ducat de Brabant situats al marge dret del Mosa.

## Geografia
El nom Overmaas prové de la unió política entre aquests territoris i el Brabant, amb el qual no hi havia cap continuïtat geogràfica. Del punt de vist del centre del ducat, es trobaven de l'altre marge: 
- el país de Valkenburg
- el país de 's-Hertogenrade (que significa Rade del duc (=hertog) en contraste amb el poble veí Kerkrade o Rade de l'església).
- el país de Dalhem.

S'ha de distingir els països enllà del Mosa del ducat de Limburg. Sovint hi ha confusió com que ambdós feien part d'una unió personal amb Brabant. També s'ha de distingir d'Outre-Meuse, un barri històric de la ciutat de Lieja, situat enllà del riu Mosa i fora de les muralles.

## Història
El Ducat de Brabant adquirí el comtat de Dalhem el 1244. Després de la seva victòria a la batalla de Woeringen el 1288, s'afegí el ducat de Limburg i la senyoria de 's Hertogenrade i finalment i el País de Valkenburg el 1347.
Fins als segles xvii i xviii, els tres països tenien els seus propis estats als negociacions amb Brussel·les: el tercer estat, la noblesa i el clergat (l'abat de Val-Dieu per a Dalhem i l'abat de Rolduc per a 's-Hertogenrade.

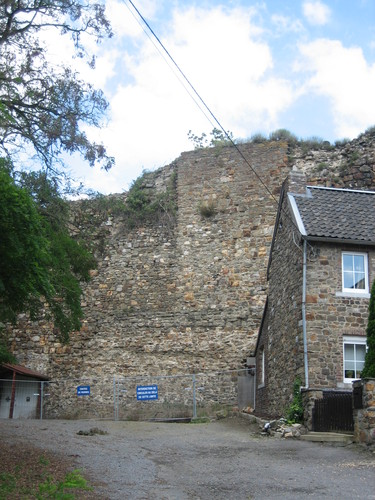
Ruïnes del castell de Dalhem

Els tres territoris van tenir un paper militar important, com quarter d'hivern, com zona d'allistament i com camp de batalla. Durant la guerra dels vuitanta anys, Espanya i la República sovint van enfrontar-s'hi. Després de la pau de Munster el 1648, les hostilitats van continuar fins al Tractat de partició de 1661, quan van dividir-se en una part espanyola i una part que esdevingué terra de la Generalitat o Staats-Overmaas. A diversos nuclis de Staats-Overmaas, la república introduí el simultaneum, un decret que estipulava que els creients protestants i catòlics havien de compartir les mateixes esglésies.
El 1785, Dalhem passà a la corona d'Àustria com a part dels Països Baixos austríacs. De 1795 a 1815, França va annexar el territori i compartir-lo entre els departaments de l'Ourte i el del Mosa inferior sense cap relació amb les subdivisions de l'antic règim.

## Els països enllà del Mosa avui
El 1815, el congrés de Viena atorgà 's-Hertogenrade o Herzogenrath i Eupen a Prússia i la resta al Regne Unit dels Països Baixos. Guillem I canvià el nom del departament de l'Ourte en província de Lieja i el Mosa inferior en província de Limburg, una denominació que no correspon gaire als territoris històrics (la part major del ducat de Limburg es va trobar a la província de Lieja).
El 1839, el tractat de Londres atorgà Overmaas als Països Baixos excepte una part del país de Dalhem i els nuclis Moelingen, 's-Gravenvoeren, Sint-Martens-Voeren, Sint-Pieters-Voeren del territori que és avui el municipi de Voeren. Aleshores la província de Limburg es va escindir en les províncies de Limburg (Bèlgica) i Limburg (Països Baixos).

## Les llengües als Països enllà del Mosa
De bell antuvi, la llengua administrativa n'era la variant brabançona del neerlandès. La gent parlava uns dialectes limburguesos excepte per la part meridional de Dalhem on es parlava való i francès. A poc a poc, la frontera lingüística romanogermànica va pujar al nord. La llengua de l'administració de Warsage (Weerst) passà del neerlandès al francès el 1630, Bombaye (Bolbeek) i Saint-Jean-Sart (Sint-Jans-Rade) van passar al francès més tard al mateix segle. Durant l'ocupació francesa, el francès va esdevenir obligatori per a tots. Després de 1839, el francès esdevingué obligatori a Bèlgica i el neerlandès als Països Baixos. A poc a poc, les parts de parla neerlandesa a Bèlgica van adquirir drets nous fins a la demarcació de la frontera lingüística el 1963. El moviment de francesització es va parar al segle xx. Només al municipi de Voeren subsisteix un conflicte quant a l'ús de les llengües.